# Bhrikuti

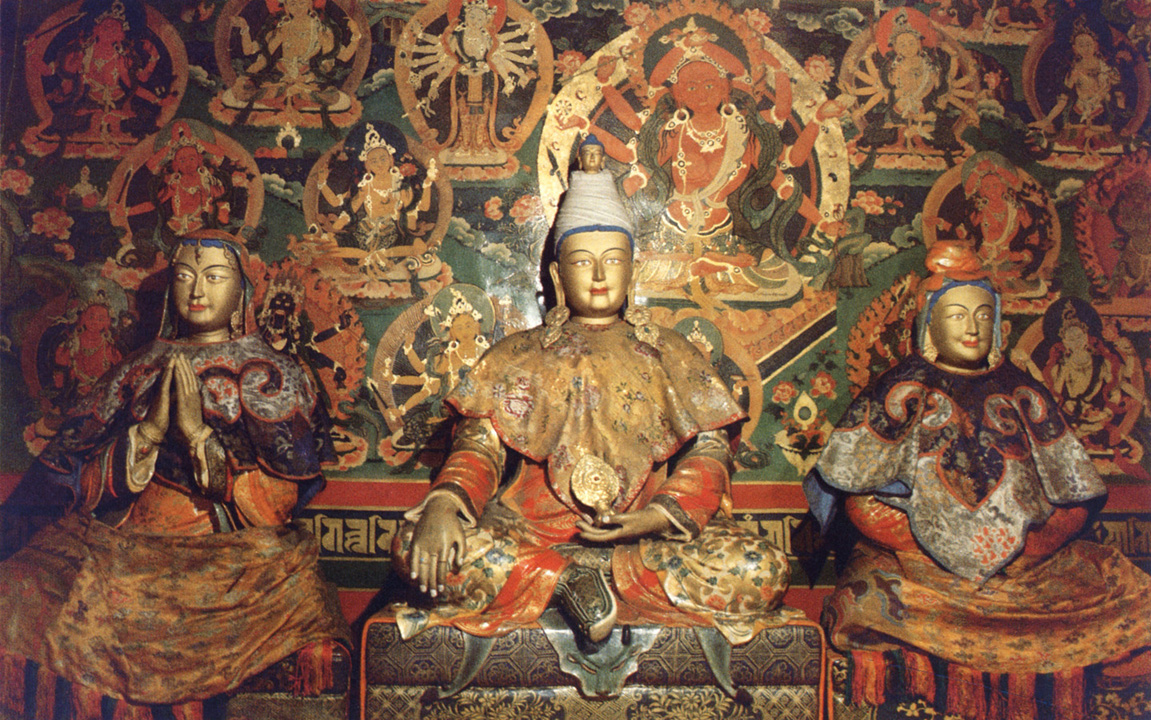
De gauche à droite : Bhrikuti, Songtsen Gampo et Wencheng.

Bhrikuti ou Bhrikuti Devi (tibétain : བལ་མོ་བཟའ་ཁྲི་བཙུན།, Wylie : bal mo bza' khri btsun, THL : balmo za tritsün VIIe siècle) est, selon les traditions népalaise et tibétaine, une princesse du royaume de Licchavi (Népal), fille du roi Amsuvarma, et l’une des deux épouses les plus connues du roi du Tibet Songsten Gampo, avec la princesse chinoise Wencheng. La tradition tibétaine attribue l’introduction du bouddhisme et la fondation du temple de Jokhang à ces deux reines, considérées comme deux incarnations du bodhisattva Tara. Elle est aussi appelée en tibétain Trisun, Belsa (reine népalaise), et en chinois princesse Chizun (chinois : 尺尊公主). Son nom sanscrit, qui est à l’origine celui d’une déité, signifie « celle qui fronce les sourcils ».

## Histoire
D'après les récits historiques, la princesse Bhrikuti se serait marié avec l'Empereur tibétain en 633, et la princesse Wencheng en 641. Le Népal soumis au Tibet aurait envoyé 12 000 cavaliers pour accompagner 700 mercenaires tibétain lors d'une bataille entre Wang Xuance, diplomate de la dynastie Tang et un usurpateur de l'empereur indien Harshavardhana, vers 648, l'usurpateur ayant tué une grande partie d'une précédente mission diplomatique qui avait pour but de rencontrer Harshavardhana.
La rareté des sources historiques fiables datant de cette époque, aussi bien du côté tibétain que népalais, fait que les faits de sa vie doivent être considérés comme légendaires, et il a même été suggéré qu’il pourrait s’agir d’un personnage fictif. Min Bahadur Shakya estime néanmoins que l’alliance de Songsten Gampo avec une princesse népalaise est vraisemblable. On n’a d'ailleurs aucune information personnelle non plus sur la princesse chinoise dont l’existence est pourtant certaine, son mariage étant enregistré dans les annales des Tang. Néanmoins, Bhrikuti n’était pas forcément la fille d’Amsuvarma, usurpateur ayant renversé Udayadeva. Narendradeva, fils de ce dernier, reprit son trône par la force vers 641, et il semble qu’il soit pour cela allé chercher de l’aide au Tibet. La reine népalaise pourrait donc être une de ses parentes. Toutes les traditions s’accordent pour situer l’arrivée de Bhrikuti au Tibet avant celle de Wencheng.[réf. nécessaire]

## Légende
Selon une tradition népalaise, Songtsen Gampo, ayant demandé la main d’une fille d’Amsuvarma, aurait essuyé un refus. Il aurait alors attaqué Licchavi, et obtenu ainsi Bhrikuti et un Jowo. Les Tamang du Népal prétendent descendre des tamaks, cavaliers tibétains menés par Songtsen Gampo. Selon la tradition tibétaine entourant Mgar stong-btsan yul-srung, premier ministre de Songtsen Gampo, c’est par son entremise en tant qu’ambassadeur que le roi du Népal aurait accepté d’envoyer une princesse. Fort de son succès, le ministre se serait rendu l’année suivante (640) en Chine pour obtenir une princesse chinoise. Son ambassade à Chang'an est attestée par des documents historiques.
On attribue à Bhrikuti, en association avec Wencheng, l’introduction du bouddhisme au Tibet et parfois même la conversion du roi. C’est peu vraisemblable car, selon M. B. Shakya, l’influence du bouddhisme népalais avait commencé de s’exercer dès avant ce mariage. Par ailleurs, le premier souverain tibétain à promouvoir officiellement le bouddhisme sera, un siècle plus tard, Trisong Detsen. Bhrikuti aurait apporté avec elle des représentations de Tara, Avalokiteshvara et Akshobhya, cette dernière en fait peut-être une statue du Bouddha âgé de 8 ans, appelée également Jowo Mikyoe Dorje, vénérée tout d'abord au Jokhang, puis au temple de Ramoché. La reine chinoise aurait également apporté un Jowo dans sa dot, actuellement au Jokhang. Une certaine rivalité ethnique transparaît en effet dans la façon dont la légende des deux reines est rapportée. Ainsi, le premier bâtiment du Potala fut édifié par le roi pour l’une ou l’autre épouse, selon que la légende est népalaise ou chinoise. En ce qui concerne le temple de Jokhang, la version retenue le plus souvent est celle d'une collaboration, Wencheng choisissant l’emplacement grâce à sa connaissance du fengshui et Bhrikuti fournissant les fonds. La reine népalaise aurait également fondé Thangdul, Yangdul Runon et de nombreux temples au Bhoutan.